# أحمس-نفرتاري
الملكة أحمس نفرتاري عميدة الأسرة الثامنة عشرة، والتي ألهها المصريون القدماء حسب معتقداتهم.
كانت أحمس-نفرتاري زوجة الملك أحمس الأول محرر مصر وطارد الهكسوس والآسيويون، ومؤسس الأسرة الثامنة عشر - أعظم الأسر الحاكمة في مصر. حكم من 1550 ق.م. حتى 1525 ق.م. لعبت زوجته أحمس نفرتاري دورًا بارزًا في المعركة التي انتهت بطرد الغزاة من مصر وكانت أول امرأة في التاريخ تتقلد منصب قيادة فرقة عسكرية كاملة وقاتلت بكفاءة شديدة.

## عائلتها
كانت والدة نفرتارى إياح حتب زوجة الملك سقنن رع تاعا الثاني من ملوك الأسرة السابعة عشر، وقد وجد بعض النقوش التي توضح أن اعح حتب كانت تشارك ولديها كامس وأحمس في الحكم خلال حرب التحرير للتخلص من الهكسوس.
أنجبت نفرتارى سبعة أبناء ثلاثة أولاد مات منهم اثنين وأربعة بنات مات منهم ثلاثة، والأبناء الذين ظلوا على قيد الحياة هم أمنحتب الأول واعح حتب الثانية، وقد تزوجت أخيها أمنحتب الأول.
وعند وفاة أحمس الأول أصبحت الوصي لابنها امنحوتب الأول، وحتى تمكن من بلوغ السن وان يصعد إلى العرش.ومن المعروف انها كانت لا تزال على قيد الحياة خلال السنة الأولى من عهد تحوتمس الأول؛ وهكذا، يبدو أنها كانت لا تزال على قيد الحياة بعد ابنها أمنحوتب الأول.

## حياتها
اسم أحمس نفرتارى وجد في سيناء وجزيرة ساى وكانت مشهورة، وكانت أول ملكة تحصل على مركز الزوجة الآلهية لآمون.
وقد عاشت نفرتارى خلال حكم كلا من زوجها وابنها أمنحوتب الأول وحفيدها تحتمس الأول، ويوجد لها تمثال في معبد الكرنك.

## ألقابها
- الأميرة الوراثية| r · p · a | t · t |.
- سيدة العطاء| nb · t | i | M1 | t |.
- عظيمة الثناء| wr · t | W14 | W14 | W14 |.
- أم الملك| sw | G15 · t |.
- الزوجة الملكية العظيمة| sw | N41 · t | wr · t |.
- زوجة الإله| nTr | N41 · t |.
- المتحدة مع التاج الأبيض| Xnm · t | nfr | HDt |.
- ابنة الملك| sw | t | zA |.
- أخت الملك| sw | t | sn |.

كما كانت الملكة تلقب بكل احترام بلقب «إلهة البعث»، ويمكن القول إنها كانت المرأة الأكثر تبجيلا في التاريخ المصري على الإطلاق.

## مقبرتها
في عام 1914 اكتشفت مقبرة أحمس نفرتارى في أعلى وادي الملوك عند الحافة الشمالية لدراع أبو النجا.

## التأليه والتصوير الفني
في منطقة طيبة - وخاصة في قرية دير المدينة - تم ذكرها أو تصويرها في ما لا يقل عن 50 مقبرة خاصة وكمية أكبر من القطع الأثرية التي تمتد ما بين عهد تحتمس الثالث حتى نهاية الأسرة العشرين. :201-2 عندما مات أمنحتب، أصبح مركزًا لطائفة دينية جنائزية في القرية، وأصبح يُعبد بصفته «أمنحتب البلدة». عندما ماتت الملكة، تم تأليهها أيضًا وأصبحت «عشيقة السماء» و«سيدة الغرب».
في معظم التصويرات الملونة لأحمس-نفرتاري، يتم تصويرها باللون الأسود، بينما في حالات قليلة كان لون بشرتها أزرق. في عام 1939 جادل فليندرز بيتري بأن ما وصفه بـ «الملكة السوداء» يمكن أن تكون من أصل نوبي، لكنه اعترف أيضًا بإمكانية أن يكون لون البشرة رمزيًا بحتًا. في عام 1961، لم يستطع آلان غاردينر تفسير سبب التصوير الأيقوني غير المألوف لأحمس-نفرتاري، ولكن بدراسة أصولها، استبعد أن تكون من «أصول سوداء». بالمقابل، في كتابه المثير للجدل أثينا السوداء، اعتبر مارتن بيرنال لون بشرتها علامة واضحة على أصول نوبية. مؤخرًا، أشار باحثون مثل جويس تيلديسلي، سيغريد هودل-هونيس، وغراسييلا جيستوسو سينجر، بأن لون بشرتها في التصوير الفني هو رمز يشير إلى دورها كإلهة للبعث، لأن الأسود هو لون الأرض الخصبة في مصر واللون المعبر عن العالم السفلي.:90